# وگا خیمنو
وگا خیمنو (اسپانیایی: Vega Gimeno‎؛ زادهٔ ۸ ژانویهٔ ۱۹۹۱) بازیکن زن بسکتبال ۳ نفره اهل اسپانیا است.
از باشگاه‌هایی که در آن بازی کرده است می‌توان به باشگاه بسکتبال ساراگوسا اشاره کرد.
وی در مسابقات کشوری و بین‌المللی در مجموع برندهٔ ۴ مدال طلا، ۲ مدال نقره شده است.